# Західне (Кропивницький район)
За́хідне — село в Україні, у Кетрисанівській сільській громаді Кропивницького району Кіровоградської області. Населення становить 78 осіб.

## Географія
У селі бере початок Балка Бикова.

## Населення
Згідно з переписом УРСР 1989 року чисельність наявного населення села становила 75 осіб, з яких 34 чоловіки та 41 жінка.
За переписом населення України 2001 року в селі мешкало 78 осіб.

### Мова
Розподіл населення за рідною мовою за даними перепису 2001 року:
| Мова       | Відсоток |
| ---------- | -------- |
| українська | 92,31 %  |
| молдовська | 3,85 %   |
| російська  | 3,85 %   |